# 성발달 이상
성발달 이상(Disorders of sex development) 또는 성분화 이상(Disorders of sex differentiation)은 성별의 분화가 잘못된 경우를 말한다.

## 종류

### 남녀한몸
- 참남녀한몸
- 거짓남녀한몸
  - XX 남성 증후군
  - 안드로겐 무감응 증후군

### 그 외의 간성
- 클라인펠터 증후군
- 터너 증후군

### 간성이 아닌 염색체 이상
- 초여성 증후군
- 초남성 증후군